# Abdulrashid Sadulaev
Abdulrashid Sadulajev (født 9. maj 1996) er en russisk bryder, der konkurrerer i fristil.
Han repræsenterede Rusland ved sommer-OL 2016 i Rio de Janeiro, hvor han vandt guld i 86 kg.
Under sommer-OL 2020 i Tokyo, som blev afholdt i 2021, vandt han guld.